# Chad Coleman
Chad L. Coleman (sinh ngày 6 tháng 9 năm 1974) là một nam diễn viên người Mỹ.

## Danh sách phim

### Điện ảnh
| Năm  | Tên                          | Vai             | Ghi chú |
| ---- | ---------------------------- | --------------- | ------- |
| 1993 | New York Cop                 |                 |         |
| 1998 | Speed of Life                |                 |         |
| 2001 | The Gilded Six Bits          | Joe Banks       |         |
| 2001 | Revolution #9                |                 |         |
| 2002 | The End of The Bar           | Dr. Scott Rosen |         |
| 2004 | Brother to Brother           | El              |         |
| 2005 | Carlito's Way: Rise to Power | Clyde           |         |
| 2006 | Confessions                  | Darius          |         |
| 2011 | The Green Hornet             | Chili           |         |
| 2011 | Horrible Bosses              |                 |         |
| 2012 | Life, Love, Soul             | Earl Grant      |         |
| 2013 | Habeas Corpus                | Ray Jr.         |         |